# كين غافين
كين غافين (بالإنجليزية: Ken Gavin)‏ هو لاعب اتحاد الرغبي أسترالي، (ولد في Cudal, New South Wales ‏ في أستراليا 1883  م).

## روابط خارجية
- كين غافين على موقع أوليمبيديا (الإنجليزية)